# Прокаливаемость
Под прокаливаемостью подразумевают способность стали воспринимать закалку на определённую глубину. Не следует путать с закаливаемостью, которая характеризуется максимальным значением твёрдости, приобретенной сталью в результате закалки и зависит главным образом от содержания углерода. Прокаливаемость — это важное свойство для сварки, поскольку оно обратно пропорционально свариваемости, то есть лёгкости сварки материала.
Количественный показатель прокаливаемости — глубина прокаливаемости (закалённой зоны, в мм) — расстояние от поверхности материала до слоя с полумартенситной структурой (50 % мартенсита и 50 % троостита).

## Процесс возникновения
Когда раскалённая стальная заготовка подвергается закалке, её область, контактирующая с водой, немедленно охлаждается и её температура уравновешивается температурой закалочной среды. Однако внутренние слои материала охлаждаются не так быстро, и в больших заготовках скорость охлаждения может быть достаточно низкой, чтобы позволить аустениту полностью трансформироваться в структуру, отличную от мартенсита или бейнита. В результате получается заготовка, которая не имеет одинаковой кристаллической структуры по всей глубине, с более мягкой сердцевиной и более твёрдой «оболочкой». Более мягкая сердцевина представляет собой определённую комбинацию феррита и цементита, например перлита.